# C Arma
Cesur Izzet Yilmaz (* 22. Juni 1985 in Stuttgart) ist ein deutscher R&B-Sänger, Produzent und Songwriter.

## Leben
C Arma singt – laut eigener Aussage – seit er acht Jahre alt ist. Seinen ersten Auftritt hatte er im Alter von neun Jahren auf einer Hochzeit. Musikalisch wurde er in den 1990ern sozialisiert und orientiert sich mit seiner Musik an der New Soul Generation und dem R&B der 1990er Jahre. Zunächst unter dem Namen Cesur aktiv, zog er später von Stuttgart nach Berlin und veröffentlichte erste Videos auf seinem 2011 eingerichteten YouTube-Kanal. Später änderte er seinen Namen in C Arma, ein Wortspiel aus seinem Vornamen mit dem englischen Wort für Karma.
2017 erregte er erste Aufmerksamkeit mit dem Track 50 Songs (German Sing Off) zusammen mit Wanja Janeva. Die beiden mischen 50 Songs der deutschen Popgeschichte von Marteria über Nena und Tic Tac Toe bis Wolfgang Petry als Mash-Up in einem 10-minütigen Song.
Am 22. Dezember 2018 veröffentlichte er die Single Yapma, die Platz 29 der deutschen Charts erreichte.

## Diskografie
Mixtapes
- 2018: Instagram Storys Vol.1

Singles
- 2017: Karma
- 2017: Meine 1 (feat. Erysha)
- 2017: Zwischen den Stühlen
- 2017: Blind sehen
- 2017: Brudis
- 2018: Allein
- 2018: Gibi (feat. Qbano)
- 2018: Yapma
- 2020: Boomerang
- 2021: Ring

Gastbeiträge
- 2016: Alpa Gun feat. C Arma (als Cesur): Schmerz
- 2018: Linez ft. C Arma & Qbano: Kryptonit

Musikvideos
- 2014: Melodien (als Cesur)
- 2014: Sorry (als Cesur)
- 2015: Buddy
- 2016: Gibt es dich (Bushido-Cover)
- 2017: 50 Songs (mit Wanja Janeva)